# Ustilket diervilla
Ustilket diervilla (Diervilla sessilifolia) er en lav, løvfældende busk med en tæt, overhængende vækstform. 

## Beskrivelse
Skuddene er mere eller mindre tydeligt firkantede, og barken er først lyserød og fint håret, senere vinrød og til sidst brun. Knopperne er modsatte, tilliggende, spidse og gråbrune og lasede. Bladene er smalt ægformede med savtakket og bølget rand. Begge bladsider er rødlige i udspring, men bliver senere klart grønne. Blomsterne sidder samlet i endestillede kvaste. De enkelte blomster er rørformede og gule. De kantede kapsler ligner forkortede udgaver af Weigelas frugter. De modner af og til i Danmark.
Rodnettet er tæt trævlet, og planten kan sætte en smule rodskud.
Højde x bredde og årlig tilvækst: 1 x 2 m (10 x 20 cm/år). 

## Hjemsted
Ustilket diervilla hører hjemme på gruset jord i de østamerikanske bjergskove, hvor klimaet består af varme somre og kolde, snerige vintre. I den sydlige del af Appalacherne findes skove, domineret af Abies fraseri (en endemisk art af ædelgran), som gror på veldrænende, stærkt sur humusbund (pH omkring 4). Her findes arten sammen med bl.a. amerikansk røn, bærmispel (flere arter), catawbarododendron, dunet bjerglyng, gulbirk, Ribes rotundifolium (en art fra Ribs-slægten), Rubus canadensis (en art af brombær), rødagtig gran, Sambucus pubens (en art af hyld), sukkerløn, Vaccinium erythrocarpum (en art fra Bølle-slægten), Viburnum alnifolium (en art af kvalkved) og østamerikansk hemlock
| Portal | Portal:Botanik |